# 陶部高貴
陶部 高貴（すえつくり こうき）は、朝鮮半島にあった百済から渡来した、日本古代の5世紀後半の技術者である。『新撰姓氏録』によると、中国人の末裔（百済に帰化していた中国系の技術者）。

## 概要
『日本書紀』巻第十四によると、西暦463年、雄略天皇は西漢才伎歓因知利の建言により、百済より新たに才伎（てひと）を求めることになった。その結果、陶部高貴のほかに、馬具製作の鞍部堅貴、画工の画部因斯羅我、錦や綾を織る錦部定安那錦らの四衆の工匠・画工群、及び訳語の卯安那らが百済より来日し、吾礪（あと）の広津邑（ひろきつのむら）(大阪府八尾市植松町付近と比定される)に留め置かれた。ところが、風土になじめず、病死者も出る始末だったので、ほかの工人らと共に上桃原（かみつももはら）、下桃原（しもつももはら）、大和国の真神原（まかみのはら）の三ヶ所に遷居させられた、という。「桃原」は、河内国石川郡、あるいは推古天皇34年5月条にある、蘇我馬子が埋葬された「桃原墓」のあるところで、「真神原」は現在の奈良県明日香村付近だろうと考えられている。
一行は、吉備上道弟君が留置したままにしておいた百済からの「手末（たなすえ）の才伎（てひと）」を、弟君の妻の樟媛（くすひめ）と吉備海部直赤尾（きびのあま の あたい あかお）が、改めて雄略天皇に献上し直したものである。阿知使主（あち の おみ）、都加使主（つか の おみ）のような、古くから帰化した漢人と異なり、「新たにやってきた漢人」という意味で、新漢（いまきのあや）と呼ばれた。そして今来郡（現在の高市郡)を本拠地とし、東漢氏（やまとのあやうじ）によって管理されることになった。
陶部高貴は、須恵器の製作に携わった朝鮮からの渡来人（帰化人）の草分け的存在であり、集団の長であったとみられる。須恵器は朝鮮半島系の陶質土器で、酸化焔で焼成する従来の土師器と異なり、還元焔で焼成するため、硬い。古墳時代中期より普及するため、この伝承に時期的に付合する。末期にはその多数が古墳の副葬品として見られ、その技法は日本の瀬戸焼、常滑焼、備前焼などへと発展していった。

## 考証
『日本書紀』雄略紀七年条に、陶部高貴、鞍部堅貴、画部因斯羅我、錦部定安那錦らの四衆の工匠・画工群が来日し、彼らを上桃原、下桃原、真神原に移住させたとある。雄略天皇は、通説では中国南朝宋に遣使した倭王武であるため、『日本書紀』雄略紀七年条記事が事実であるならば、5世紀の第四四半期に百済から工匠・画工群が渡来して、すでに中国で発達していた作画技術を伝えたことになるが、これには別伝があり、『新撰姓氏録』には、左京に貫籍された大岡忌寸の家系を「魏の文帝の後安貴公より出づ。雄略天皇の御世四部の衆を率いて帰化す。男龍〈一名辰貴〉絵工を善くす。小泊瀨稚鷦鷯天皇〈武烈〉其の能を美めて姓を首と賜ふ。五世の孫勤大壱恵尊亦絵の才に工なり。天智天皇の御世、姓を倭画師と賜ふ。高野天皇神護景雲三年、居地に依りて改めて大崗忌寸の姓を賜ふ。」とある。すなわち、画才の優れていたのは初代の安貴公よりもその子の龍といい、雄略代に四衆とともに渡来したというから、『日本書紀』記事と重なる。また、安貴公という『日本書紀』に無いよび名も、陶部高貴、鞍部堅貴と揃えている。
雄略天皇の治世は『古事記』『日本書紀』では、中国南朝への遣使が始まり、建築、造船、織機などの新技術の流入時期であるから、工匠・画工の家も自らの祖先がこの時代に渡来したことを伝えてきたものとみられる。また、工匠・画工群が渡来してきたという本家の百済も、『三国史記』百済本紀聖王十九年（541年）条に、「王使を遣して梁に入らしめて朝貢し、兼ねて表して、毛詩博士、涅槃等の経義、並びに工匠・画師等を請ふ。」とあり、6世紀後半でも、中国から工匠・画工群を招いており、とても自国の需要に応えうる工匠・画工は育っていない。したがって、最初の工匠・画工群が百済から渡来したことを5世紀にあてることは問題が多く、この辺りの『日本書紀』記事の紀年には信憑性はなく、内容も説話的である。雄略とおくり名されたこの天皇は、埼玉県稲荷山古墳出土の鉄剣から読みとれた「大王」がそれとされるが、様々な出来事の伝承が、ことさらこの治世の出来事として集められた傾向にあり、工匠・画工群の渡来も事実であるかは不明である。また、工匠・画工群を百済から呼び寄せたきっかけは、天皇が吉備上道田狭の妻吉備稚媛が美人と聞き、吉備上道田狭を朝鮮に追いやった留守に吉備稚媛を奪ったため、吉備上道田狭が敵対国である新羅と結んで反乱を計り、それを抑えるために、その子弟君の派遣時とされるが、事件自体が『旧約聖書』のダビデがウリヤを戦場に送ってその妻を奪った話に類似した物語であり、それだけ説話的であるだけに、『日本書紀』でさえ、工匠・画工群について「或本に云ふ」として「漢手人部・衣縫部・宍人部」という異伝を紹介している。